# Viracucha silvicola
Viracucha silvicola is een spinnensoort uit de familie van de kamspinnen (Ctenidae).
De wetenschappelijke naam van de soort werd in 1946 als Acanthoctenus silvicola gepubliceerd door Benedicto Abílio Monteiro Soares en Benedicto Abílio Monteiro Soares.